# Gartenhaus Reindl
Das Gartenhaus Reindl in der Mittermühlweg 2 in Ingolstadt wurde 1962 von Ludwig Geith entworfen und ist unter der Aktennummer D-1-61-000-999 in der Denkmalliste Bayern eingetragen.

## Baugeschichte und Architektur

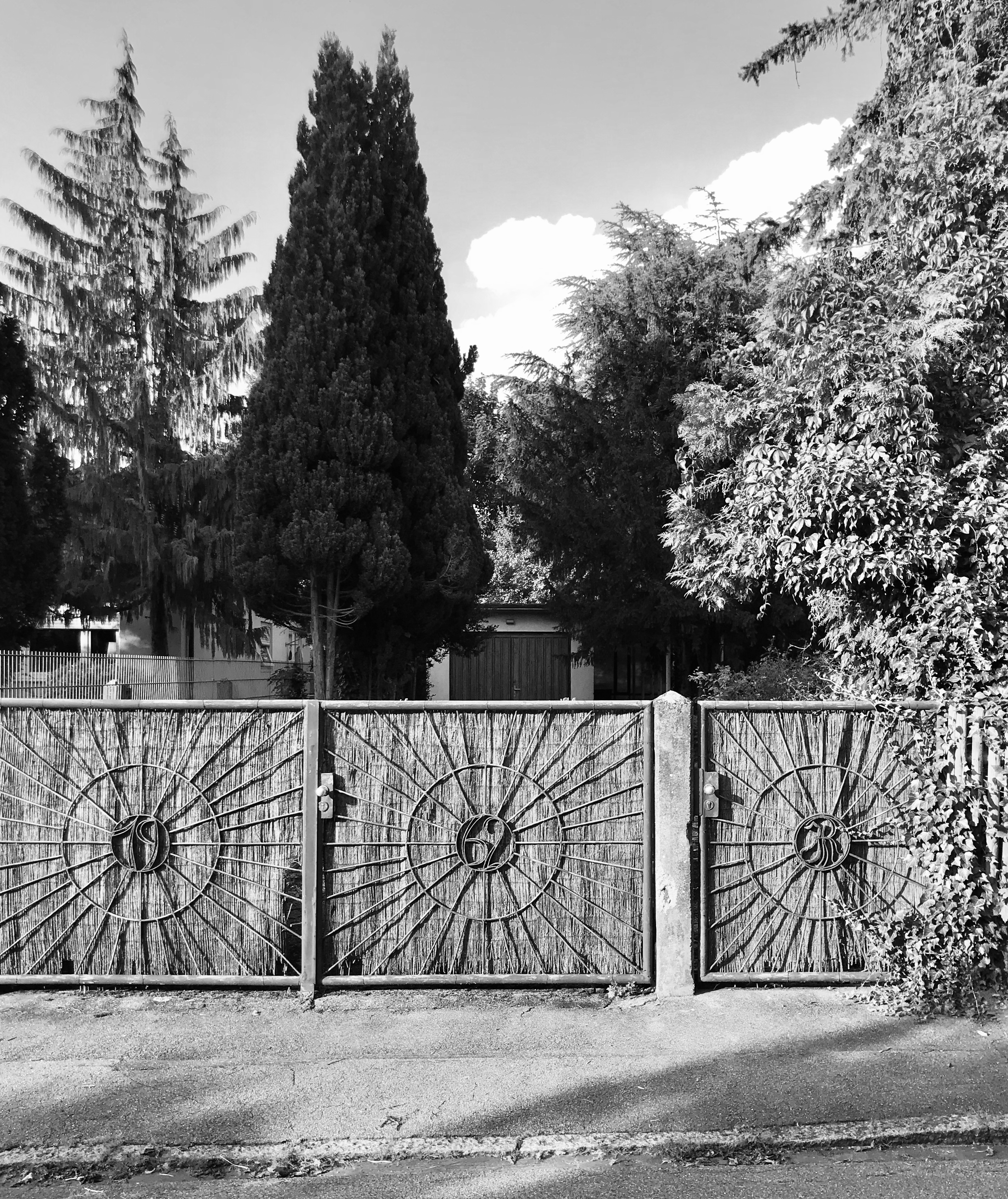
Einfahrtstor mit Errichtungsjahr und Initialen der Bauherrin

Das Gartenhaus, das sich südlich zum Westfriedhof Ingolstadt befindet, wurde vom Ingolstädter Architekten Ludwig Geith für Josefine Reindl errichtet. Die Originalpläne Geiths stammen aus dem Jahr 1952, das Einfahrtstor weist jedoch auf das Jahr 1962 hin. Die Anlage, die auf einem fast quadratischem Grundstück situiert ist, besteht aus einer Gruppe eingeschossiger Flachdachbauten. Das Ensemble besteht aus dem Garagenbau und dem Haupthaus mit halbrundem Wohnraum; beide Gebäude sind über den filigran überdachten Weg mit seiner offenen Stützenkonstruktion verbunden. Das Haus besitzt einen kleinen Keller, der über eine Außentreppe erschlossen ist.
Das Bauensemble wurde undatiert verändert. Nicht original sind die Trennwand im hinteren Bereich der Garage, der nördliche Anbau an der Garage, die nördliche Verbreiterung des überdachten Freisitzes, die Außentreppe an der Nordfassade und mehrere Umbauten im Inneren des Haupthauses. 

## Baudenkmal
Das Gartenhaus mit Garage wurde 2024 unter Denkmalschutz gestellt und ist im Denkmalatlas des Bayerischen Landesamtes für Denkmalpflege und in der Liste der Baudenkmäler in Ingolstadt eingetragen.

## Nördlicher Nachbar
Auf dem nördlich angrenzenden Grundstück (Mühlweg 4) wurde der ursprünglich großflächige Baumbestand vollständig entfernt, um Platz für den Bau von zwei Doppelhäusern zu schaffen. Obwohl die bestehende Baulinie lediglich ein Haus in erster Reihe vorsieht, wird dennoch ein weiteres Doppelhaus in zweiter Reihe realisiert. Zudem wurde die Untere Denkmalschutzbehörde in den Entscheidungsprozess nicht einbezogen. Die grüne Wand entlang der südlichen Grundstücksgrenze am Mühlweg 4 soll wieder hergestellt werden.